# 엑시덴탈 스파이
엑시덴탈 스파이(特務迷城: The Accidental Spy)는 진덕삼 감독과 성룡, 김민, 비비안 수 주연의 2000년 액션, 코미디, 모험 홍콩 영화 작품이다.
- 소재는 액션 및 코미디 영화이기도 하다.

## 출연

### 주연
- 성룡
- 김민
- 증지위
- 비비안 수
- 오흥국

### 조연
- 스콧 앳킨스
- 브래들리 제임스 앨런
- 하가리
- 장달명
- 장젠팅

## 기타
- 프로듀서: 성룡
- 의상: 진고방
- 무술연출: 동위
- 무술연출: 성가반

## KBS 성우진 (2001년 10월 2일)
- 이재용 - 원소부(성룡)
- 문선희 - 카르멘(김민)
- 이근욱
- 장승길
- 김태웅
- 김혜미
- 황재경
- 서문석
- 김은아
- 서광재
- 김소형
- 서윤석
- 박정민
- 변영희
- 이장원